# Aldo Danieli
Aldo Daniele (Cornedo Vicentino, 22 giugno 1935) è un ex calciatore italiano, di ruolo difensore.

## Carriera
Cresce nella Virtus Valdagno, dove esordisce nel 1952, per poi passare al Marzotto Valdagno. Vi rimane dal 1955 al 1961 disputando 36 partite in Serie B, con l'intermezzo della stagione 1958-1959 disputata nelle file del Lecce in Serie C.
Nel 1961 passa al Forlì dove gioca tre campionati in Serie C, per poi finire la carriera di nuovo nel Lecce tra il 1964 e il 1966 sempre in terza serie.